# Adelosgryllus rubricephalus
Adelosgryllus rubricephalus is een rechtvleugelig insect uit de familie krekels (Gryllidae). De wetenschappelijke naam van deze soort is voor het eerst geldig gepubliceerd in 2004 door Mesa & Zefa.